# Ti ricorderai
Ti ricorderai è una canzone scritta dal cantautore Luigi Tenco e Gian Franco Reverberi il brano fu inciso per la Dischi Ricordi nel 1961 come Lato B nel 45 giri Una vita inutile. Nello stesso anno il brano fu ripubblicato in altri 45 giri: nel luglio Ti ricorderai/Quando, in ottobre Ti ricorderai/Se qualcuno ti dirà.
Nel 1967 Angela/Ti ricorderai e, nello stesso anno, il brano fu inserito nell'LP Ti ricorderai di me.... Nel 2002 fu inserito nell'album postumo Tenco (album 2002), pubblicato su 2 CD. 

## Testo e significato
quando mi avrai perduto»
(Luigi Tenco)
Ti ricorderai è una ballad di ispirazione jazz, impreziosita da un ottimo arrangiamento. 
Il testo descrive un rapporto d'amore che, già nel titolo, preannuncia una sorta di presagio, per cui il legame sarà rimpianto dall'altra nel ricordo.

## Altre incisioni
Il brano fu ripubblicato in numerosi 45 giri con diversi brani, nell'altra facciata: Una vita inutile/Ti ricorderai

## Altre versioni
- 1986, Ornella Vanoni nel suo LP Ornella &...